# Flegar
Flegar je priimek v Sloveniji, ki ga je po podatkih Statističnega urada Republike Slovenije na dan 1. januarja 2010 uporabljalo 228 oseb in je med vsemi priimki po pogostosti uporabe uvrščen na 1.830. mesto.

## Znani nosilci priimka
- Alojz Flegar, politik, župan
- Franc Flegar, športni delavec, prejemnik Bloudkove plakete
- Luka Flegar, rock glasbenik (kitarist in pevec Haiku Garden)
- Marija Flegar, slikarka
- Vojko Flegar (*1958), novinar